# Amt Grabow
Das Amt Grabow wurde am 1. Januar 2005 aus dem ehemaligen Amt Grabow-Land und der vormals amtsfreien Stadt Grabow gebildet. Im Amt Grabow wurden zwölf Gemeinden und die Stadt Grabow (Amtssitz) zur Erledigung ihrer Verwaltungsgeschäfte zusammengeschlossen. Das Amt liegt im Süden des  Landkreises Ludwigslust-Parchim in Mecklenburg-Vorpommern (Deutschland) und grenzt im Osten an das Bundesland Brandenburg.
Zum 1. Januar 2016 wurde die Gemeinde Steesow nach Grabow eingemeindet.

## Die Gemeinden mit ihren Ortsteilen
- Balow
- Brunow mit Bauerkuhl, Klüß und Löcknitz
- Dambeck
- Eldena mit Güritz, Krohn und Stuck
- Gorlosen mit Boek, Dadow, Grittel und Strassen
- Stadt Grabow mit Bochin, Fresenbrügge, Heidehof, Steesow, Wanzlitz und Zuggelrade
- Karstädt mit Neu Karstädt
- Kremmin mit Beckentin
- Milow mit Deibow, Görnitz, Kastorf, Krinitz und Semmerin
- Möllenbeck mit Carlshof, Horst und Menzendorf
- Muchow
- Prislich mit Hühnerland, Neese und Werle
- Zierzow mit Kolbow

## Dienstsiegel
Das Amt verfügt über kein amtlich genehmigtes Hoheitszeichen, weder Wappen noch Flagge. Als Dienstsiegel wird das kleine Landessiegel mit dem Wappenbild des Landesteils Mecklenburg geführt. Es zeigt einen hersehenden Stierkopf mit abgerissenem Halsfell und Krone und der Umschrift „• AMT GRABOW •“.

## Belege
1. ↑  Statistisches Amt M-V – Bevölkerungsstand der Kreise, Ämter und Gemeinden 2023 (XLS-Datei) (Amtliche Einwohnerzahlen in Fortschreibung des Zensus 2011) (Hilfe dazu).
2. ↑  Vertrag über die Eingemeindung der Gemeinde Steesow zur Stadt Grabow. 5. Oktober 2015, abgerufen am 7. Mai 2024.
3. ↑  Hauptsatzung des Amtsausschusses Amt Grabow. 16. September 2019, abgerufen am 7. Mai 2024.